# トリニダード島

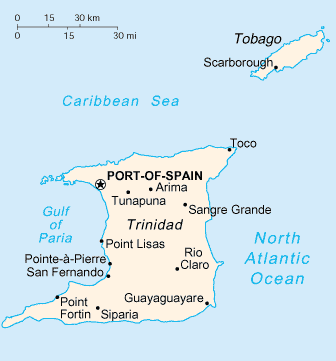
トリニダード島。北東にあるのはトバゴ島

トリニダード島（Trinidad）はカリブ海にある島国トリニダード・トバゴを形成する23の島の主島である。面積は4,827km2、中心地はトリニダード・トバゴの首都でもあるポートオブスペインである。北緯10度3分から10度50分、西経60度55分から61度55分の間に位置する。
トリニダード島の南側にはサーペンツ・マウス（Serpent's Mouth）（蛇の口）、北側にはドラゴンズ・マウス（Dragon's Mouth）（竜の口）と呼ばれる海峡がある。南側の海峡（幅11km）を隔てたすぐ向こうの陸地は、南米大陸（ベネズエラ北東海岸）である。
トリニダード島は四角い形をした島で北部、中部、南部に3つの山脈があり、最高峰は島の北部にあるアリポ山（940m）である。
熱帯の自然の美しい島でもある。さまざまなビーチ（Maracas, Las Cuevas, Mayaro, Grande Riviere）、沼地（Nariva, Caroni）、熱帯雨林や北部の丘陵地などはその一例である。また陸地のオセロットや海のマナティーなど、珍しい哺乳類のほか、国章にあしらわれたショウジョウトキ（国鳥）および ワキアカヒメシャクケイ（別名 Cocrico） など多くの野鳥が生息している。

## 歴史
最初は南米由来のインディオが住んでいたが、この島を訪れた最初のヨーロッパ人はクリストファー・コロンブス一行で、1498年の第3回航海の時のことである。当初はスペインの植民地だったがフランス、オランダ、イギリスも入植しはじめた。特にフランスは黒人奴隷とともに大規模に入植したが、1797年にイギリスが制圧し、その植民地となる。1802年に正式にイギリスの領土となった。
1834年の大英帝国の奴隷貿易全廃および1838年の奴隷解放以降、サトウキビプランテーションを去った黒人たちに代わりポルトガル人、中国人、インド人などが労働力として導入された。1889年、トバゴ島と共に単一の王領植民地 (Crown Colony) を形成した。1962年にトバゴ島と共にトリニダード・トバゴとして独立し、1976年には共和国となった。

## 文化
現在、トリニダード島の住民はアフリカ系黒人とインド系が半数を占めている。様々な民族が流入した影響で、トリニダードの文化は多様なルーツを持っている。毎年四旬節に先立ち大規模なカーニバルが行われるほか、ヒンドゥー教の祭りディーワーリーも行われている。またカーニバルを舞台にして盛んになった音楽・カリプソやソカのほか、リンボーダンスの発祥の地でもある。

## 経済
産業面では、農業や漁業のほか、かつてのサトウキビ栽培・砂糖精製に代わり天然資源の採掘と加工・輸出が主産業となっている。トリニダード島はカリブ海で随一の豊かな石油と天然ガス資源がある島として知られている。世界でも有数のガス輸出基地があるほか、液化天然ガス輸出では世界5位以内、アンモニアやメタノールの輸出でも世界トップクラスである。ピッチ湖には世界最大規模のアスファルトの天然鉱脈がある。こうした鉱物資源や港湾を結ぶ道路などのインフラは充実しているが、地方には修繕の満足でない荒れた道も多い。
首都ポートオブスペインは島の北西海岸にある。第二の都市サンフェルナンドは西海岸を40kmほど南へ行った場所にある。